# Idaea bucephalaria
Idaea bucephalaria là một loài bướm đêm trong họ Geometridae.